# Deutsch-Französisches Jahr
Das Deutsch-Französische Jahr 2012–2013 wurde von Frankreich und Deutschland ausgerufen, um das 50. Jubiläum des Élysée-Vertrags zu feiern. Der Vertrag bildet seit 1963 das Fundament der engen deutsch-französischen Beziehungen.

## Philosophie
Das Anliegen des Deutsch-Französischen Jahres ist, in der Öffentlichkeit auf die engen Beziehungen zwischen Frankreich und Deutschland aufmerksam zu machen. Dabei wollen die Regierungen an gemeinsame Errungenschaften in 50 Jahren Élysée-Vertrag erinnern und ein Bekenntnis für die Zukunft Europas geben. Im Mittelpunkt steht vor allem, beide Zivilgesellschaften noch enger zu vernetzen sowie die Neugier der Jugend auf das Partnerland zu stärken.

## Geschichte
Am 22. Januar 1963 unterzeichneten Charles de Gaulle und Konrad Adenauer den Élysée-Vertrag in Paris. Seitdem begehen jedes Jahr Deutsche und Franzosen am 22. Januar den Deutsch-Französischen Tag. Anlässlich des 25. Jubiläums des Élysée-Vertrags stifteten die deutsche und die französische Regierung im Jahr 1988 gemeinsam  den Adenauer-de Gaulle-Preis. Geehrt werden damit Persönlichkeiten für ihr Verdienst um die deutsch-französische Freundschaft. Zum 40. Jahrestag der Unterzeichnung des Élysée-Vertrags am 22. Januar 2003 wurden die regelmäßig stattfindenden deutsch-französischen Gipfel als deutsch-französische Ministerräte weiter institutionalisiert.

## Veranstaltungen
Einen Auftakt ins Jubiläumsjahr gaben Bundeskanzlerin Angela Merkel und Staatspräsident François Hollande mit einem gemeinsamen Besuch in der Kathedrale in Reims am 8. Juli 2012. Sie erinnerten damit an die von Adenauer und de Gaulle gemeinsam begangene „Versöhnungsmesse“ im Jahr 1962. Eröffnet wurde das Deutsch-Französische Jahr offiziell am 22. September 2012 in Ludwigsburg mit einem Festakt zum 50. Jahrestag der Rede de Gaulles an die deutsche Jugend. Um den 50. Jahrestag der Unterzeichnung des Élysée-Vertrags zu feiern, gelang es der Stadt Paris, die Ausstellung der United Buddy Bears im Herbst 2012 am Fuße des Eiffelturmes, am Champ  de Mars, zu präsentieren. Die United Buddy Bears sind Botschafter Deutschlands – hieran erinnerte Außenminister Guido Westerwelle in seinem Grußwort: „Nur auf dem festen Fundament der deutsch-französischen Freundschaft kann es gelingen, die Welt von heute erfolgreich mitzugestalten“ – passend zur Verleihung des Friedensnobelpreises an die EU am gleichen Tage. 
Am 22. Januar 2013, dem eigentlichen 50. Jahrestag des Élysée-Vertrags, trafen sich in Berlin beide Regierungen zu einem Ministerrat und kamen anschließend mit den Abgeordneten beider Parlamente zu einer gemeinsamen Sitzung in Berlin zusammen. Mit den Feierlichkeiten zum 50. Jahrestag der Gründung des Deutsch-Französischen Jugendwerks am 5. Juli 2013 in Paris endet das Deutsch-Französische Jahr. Für die deutsche Seite koordiniert ein Arbeitsstab im Auswärtigen Amt unter der Leitung von Staatsminister Michael Georg Link, dem Beauftragten der Bundesregierung für die deutsch-französische Zusammenarbeit, das deutsch-französische Jahr.